# 結賀さとる
結賀 さとる（ゆいが さとる、11月8日 - ）は、日本の漫画家・イラストレーター。神奈川県出身。女性。A型。

## 来歴
秋田書店の雑誌で10頁程の短編を描き、漫画家デビュー。その後、他社で挿絵やカットの仕事をこなしながら、エニックス社（現スクウェア・エニックス）の雑誌『月刊Gファンタジー』で新人賞を獲得する。
箱田真紀のアシスタントを経て、1993年に雑誌「学園ミステリー」で「卵シリーズ」（「ミステリーボニータ」(秋田書店)2006年8月号付録「hotch potch」収録）というホラー短編の短期連載、1994年にゲーム『エルナード』のコミカライズ作品『セブンス・サガ』にて初の本格連載をこなし、その後も『天空忍伝バトルボイジャー』（原作：史村翔）を連載。
1997年に『E'S』の連載を開始し、同作はアニメ化などのメディアミックスも展開される代表作となる。その内、小説化は自身の手で行っており、小説家デビューも果たしている。
2005年には初の少女漫画『ラズ・メリディアン』（秋田書店刊）の連載を開始し、2007年には『ゴールデン・コリドール』（角川書店刊）の連載を開始。この他にもいくつかの短編漫画の執筆、イラストレーターとしても長らく活躍している。
2009年には『E'S』『ラズ・メリディアン』『ゴールデン・コリドール』の連載を終了。
2013年より秋田書店の月刊誌「ミステリーボニータ」に吸血鬼の少女を主人公にした『九 neuntöte』の連載を開始し、ミステリーボニータ2015年5月号で完結。全2巻。
2015年にキャラクターデザインを務めたPlayStation Vita用ソフト『黒蝶のサイケデリカ』が発売された。ゲームでの仕事は初である。
2019年4月よりイラストレーターの花邑まいにトレースされたと主張している。
2023年11月、上記トレース疑惑における裁判にて敗訴。314万円の支払いを命じられた。

## 作風・その他
繊細な作画技術の持ち主で、躍動感のあるシーンを始め、表現方法のレベルも高い。その為、他の原作者と組んでの作品も多く、漫画執筆の傍らライトノベルを中心にイラストレーションも手がける。ライトノベル分野では当初少年向けでの活躍が目立ったが、近年では少女向けのルルル文庫で主に活動中。
自身原作の漫画はいずれもファンタジー要素に富んだものが多い。
ペンネームの由来は、先輩作家のいのまたむつみから「仰々しい名前を入れるべき」とアドバイスされた事から「唯我独尊」の四字熟語から姓を取り、名に関しては「槇村さとる」「ひうらさとる」などの幼い頃に慣れ親しんだ漫画家の名前に「さとる」が多く、そこから付けたと語っている。また、英語表記を2004年に「Satoru Yuiga」から「Satol Yuiga」にしている。
自画像は常にうさぎになっている。

## 主な作品リスト

### 漫画
単行本化作品
- セブンス・サガ（月刊Gファンタジー、エニックス）
- 天空忍伝バトルボイジャー（原作：史村翔、月刊少年ガンガン、エニックス）
- E'S（月刊Gファンタジー、スクウェア・エニックス）
- 倒凶十将伝（原作：庄司卓、月刊Gファンタジー、スクウェア・エニックス）
- Xiphos 新世界の墓標（原作：千葉克彦、月刊Gファンタジー、スクウェア・エニックス）
- ラズ・メリディアン（月刊プリンセス、秋田書店）
- ゴールデン・コリドール（月刊Asuka、ビーンズエース、角川書店）
- チーゴと迷子の赤いハート（単行本書下ろし、TOブックス）
- 天地人 師弟愛編 回雪抄（原作：火坂雅志、全力書店、スクウェア・エニックス）
- キミノクロノス（共作：microsphere、月刊コミックジーン、メディアファクトリー）
- 九~neunto¨te~（月刊ミステリーボニータ、秋田書店）

単行本未収録
- HOUNDS（月刊ミステリーボニータ2006年8月号付録「hotch potch」収録、秋田書店）
- SHERWOOD（月刊Gファンタジー2000年3月号収録、エニックス）
- CHAOS LEGION（月刊ドラゴンマガジン2003年12月号収録、富士見書房）
- 灰鷹のサイケデリカ～A beast piece～（ComicWalker2017年11月13日 - 2018年12月28日、KADOKAWA）

### 小説イラスト
- 倒凶十将伝（庄司卓、ソノラマ文庫、全13巻）
- ペリペティアの福音（秋山完、ソノラマ文庫、全3巻）
- ラグナキュール（水城黎亜、G-FANTASY NOVELS、全1巻）
- こんなに緑の森の中（谷山由紀、ソノラマ文庫、全1巻）
- E'Sノベライズ（文章も担当、G-FANTASY NOVELS、全2巻）
- F・T・Girl 光撃のシンデレラ（霧海正悟、EX NOVELS、全1巻）
- カオス レギオン（冲方丁、富士見ファンタジア文庫、全7巻）
- 光速のMIB（渡邊裕多郎、ソノラマ文庫、全1巻）
- プリンセスの義勇海賊（秋山完、ソノラマノベルス、全1巻）
- 電蜂 DENPACHI（石踏一榮、富士見ファンタジア文庫、全1巻）
- サイレント・ラヴァーズ（吉村夜、富士見ファンタジア文庫、全4巻）
- レティーシュ・ナイツ （榎木洋子、ルルル文庫、全4巻）
- 真紀・倒凶十将伝（庄司卓、朝日ノベルズ、全1巻）
- ご主人様なシリーズ（宇津田晴、ルルル文庫、全4冊）
- 初恋グランギニョル（鮎川はぎの、ルルル文庫、全1巻）
- からくり仕掛けの恋泥棒（珠城みう、ルルル文庫、全1巻）
- 山姫と黒の皇子さま ~遠まわりな非政略結婚~（咲村まひる、ルルル文庫、全1巻）
- お嬢様の悪だくみ（みどうゆか、ルルル文庫、全1巻）
- 王の守護者の秘密の婚約（宇津田晴、ルルル文庫、全1巻）
- 荊姫と嘘吐きな求愛（宮野美嘉、ルルル文庫、全1巻）
- 不実な夫の愛し方（宮野美嘉、ルルル文庫、全1巻）
- 恋する公主と危険な子守り武官（市瀬まゆ、ルルル文庫、全1巻）
- おかしな転生（古流望、TOブックス、初期発売の1,2巻のみ担当、2016年以降イラストレータ変更[5]）
- 悪魔な妃の危険な婚姻（宮野美嘉、ルルル文庫、全1巻）
- 黒蝶のサイケデリカ（秋月鈴音、一二三書房、全2巻）

### ゲーム原画
- 黒蝶のサイケデリカ
- 灰鷹のサイケデリカ

## 参考資料
- 「E'S零　ワールドガイダンス」